# 아레오파지티카

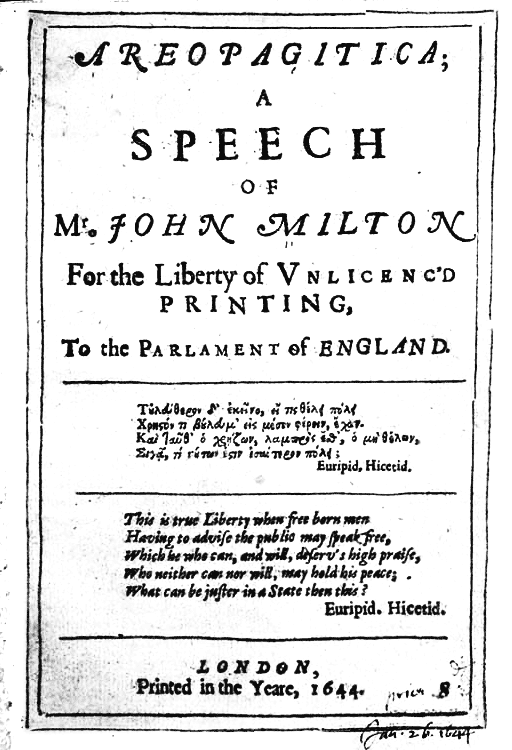
아레오파지티카 초판본 표지

《아레오파지티카》(Areopagitica)는 1644년 11월 24일 발간된 서적으로, 표현의 자유를 찬양함으로써 자유언론사상의 고전이 된 존 밀턴의 저서이다. '허가받지 않고 인쇄할 자유를 위해 영국 의회에 보내는 존 밀턴의 글'이다.

## 내용
아레오파지티카는 고대 그리스에서 법정과 의회 기능을 하는 'areopagos(아레오파고스)'란 그리스어에서 차용된 말이다. 이 책에서 밀턴은, 거짓과 진리가 열린 자유 시장에서 대결과 경쟁을 벌인다면 필연적으로 진리가 승리한다는 주장을 펴고 있다. 밀턴은 당시 로마 가톨릭 교회가 억압하던 자유 중에서 표현의 자유가 어떤 자유나 인권보다 중요한 천부인권임을 강조하면서 이것을 억제하는 종교야말로 악이며 거짓(비 진리)이라고 하였다.
밀턴에 의하면 거짓 의견이라도 시장에서 공개될 기회를 사전 억제하는 것은 진리가 진리로 확인되는 것을 방해하기에 악이라는 주장이다.
| “ | 독서를 규제하는 것은 천사를 가장한 악마가 하는 짓이다 | ” |

밀턴의 이 주장은 당시 왕당파와 의회파가 전쟁 중인 상황에서 다수파인 장로파가 반대파에 대한 탄압의 수단으로 '출판허가제'를 이용하였는데, 그 와중에 밀턴의 저술인 《이혼의 교의와 질서》(Doctrine and Discipline of Divorce)가 고발당한 상황에서 이에 대해 의회에 항의하기 위해 쓴 글이다. 밀턴으로서는 자신이 지지한 의회파가 종교개혁과 공화정 수립으로 악습을 제거해야하는데, 반대로 로마 가톨릭 교회의 금서 목록처럼 '출판허가제'를 부활 시키려고 하자 그것에 대해 강하게 비판한 것이다. 따라서 이 책은 당시 금서 목록으로 출판의 자유를 억압하던 로마 가톨릭교회를 겨냥한 것이기도 하다. 밀턴은 종교개혁을 완수하고 자유국가 건설을 위해서 가장 시급한 것이 개신교 내부 분파들간의 불관용적 대립을 종식시키는 것이라고 생각했다. 밀턴은 언론자유를 보장해서 분파들간에 공개적 논쟁이 이루어지게 하는 것이 이들간의 평화로운 유대를 마련한다고 생각한 것이다. 하지만 밀턴은 가톨릭에 대해서는 관용을 베풀어선 안된다고 주장했다. 왜냐하면 가톨릭은 모든 다른 종교와 시민적 우월성을 근절하려하기에 소멸되어야 한다고 보았기 때문이다.

## 출판 허가제 반대 이유
밀턴이 출판 허가제를 반대한 이유를 요약하면 다음과 같다.
1. 허가 명령은 영국이 종교개혁을 통해 부정하여온 로마의 교황주의자들이 고안한 반역사적 제도이다.
2. 허가 명령은 우리의 서적에 대한 자유로운 접근을 방해하여 결국 지적 발전에 장애를 낳는다.
3. 허가 명령은 실제로는 집행하기 불가능할 뿐만 아니라 혹 집행한다 하더라도 소기의 목적을 성취할 수 없다.
4. 허가 명령은 진리의 본질적 속성 및 원리와 배치된다.

그러면서 밀턴은 다음과 같은 유명한 주장을 한다.
| “ | "나에게 어떤 자유들보다 양심에 따라 자유롭게 알고 말하고 주장할 수 있는 자유를 달라" | ” |

밀턴이 출판허가제를 반대하는 논거 중에 또 하나의 이유는 신이 우리에게 부여한 선택 능력 즉 이성이다. 밀턴은 자연상태의 개념을 통해 언론자유가 하나님이 부여한 선택의 자유라고 주장하고 있다. 밀턴에 따르면 어떤 거짓 의견이라도 자유경쟁을 통해 진리가 걸러지고 채택된다는 것이다. 이런 밀턴의 주장은 인류 최초로 언론의 자유를 주장한 저서로 평가받고 있으며 아레오파지티카는 현재 언론학자들의 필독서이다.
로마 가톨릭교회는 이 책을 금서 목록에 올려 놓았다.

## 관용과 자유
밀턴의 주장을 요약하면 결국 종교에 대한 관용과 자유이다. 밀턴이 살던 시기에는 종교적 관용이 없던 시대였다. 로마 가톨릭 교회는 개신교를 이단으로 여겨 마구 탄압하던 시기였다. 이 때문에 밀턴이나 존 로크 등 많은 사상가들이 개신교에 대한 종교적 관용과 자유를 주장했다. 그러나 밀턴이나 로크는 관용의 대상에서 로마 가톨릭 교회는 제외했다. 밀턴의 가톨릭에 대한 인식을 잘 나타내주는 발언은 다음과 같다.
| “ | "가톨릭은 이중적인 권력을 요구한다. 하나는 성직에 대한 권력과 다른 하나는 정치적 권력으로 이들 두 가지 권력은 상호 보완적이다.그래서 가톨릭은 우상이고 공적으로는 물론 사적으로도 관용될 수 없다." | ” |

## 같이 보기
- 금서
- 존 피터 젱어